# 카리 앤드루스
카리 카일 앤드루스(영어: Kaare Kyle Andrews, 1967년 8월 18일 ~ )는 캐나다의 만화가, 영화 감독이다. 마블 코믹스에서 본인이 직접 쓰고 그린 《스파이더맨: 레인》, 《아이언 피스트: 인간 병기》 시리즈가 유명하다. 《데드풀의 마블 유니버스 죽이기》의 표지를 그렸다. 영화 감독으로서는 《앨티튜드》(2010), 《죽음의 ABC》(2012), 《캐빈 피버: 페이션트 제로》(2014) 등 공포 영화를 연출하였다.

## 저작

### 마블 코믹스
| 제목                    | 원제                         | 이슈   | 작화                | 연도 |
| ----------------------- | ---------------------------- | ------ | ------------------- | ---- |
| 얼티밋 엑스맨           | Ultimate X-Men               | #23-24 | 마크 밀러           | 2002 |
| 스파이더맨: 레인        | Spider-Man: Reign            | #1-3   | 본인                | 2006 |
| A+X                     | A+X                          | #4     | 제이슨 러투어, 본인 | 2012 |
| 아이언 피스트: 인간병기 | Iron Fist: The Living Weapon | #1-12  | 본인                | 2014 |